# Leen Timp
Leen Ferdinand Timp (Delft, 15 januari 1921 – Elst (Utrecht), 1 november 2013) was een Nederlands televisieregisseur en -producent.

## Levensloop

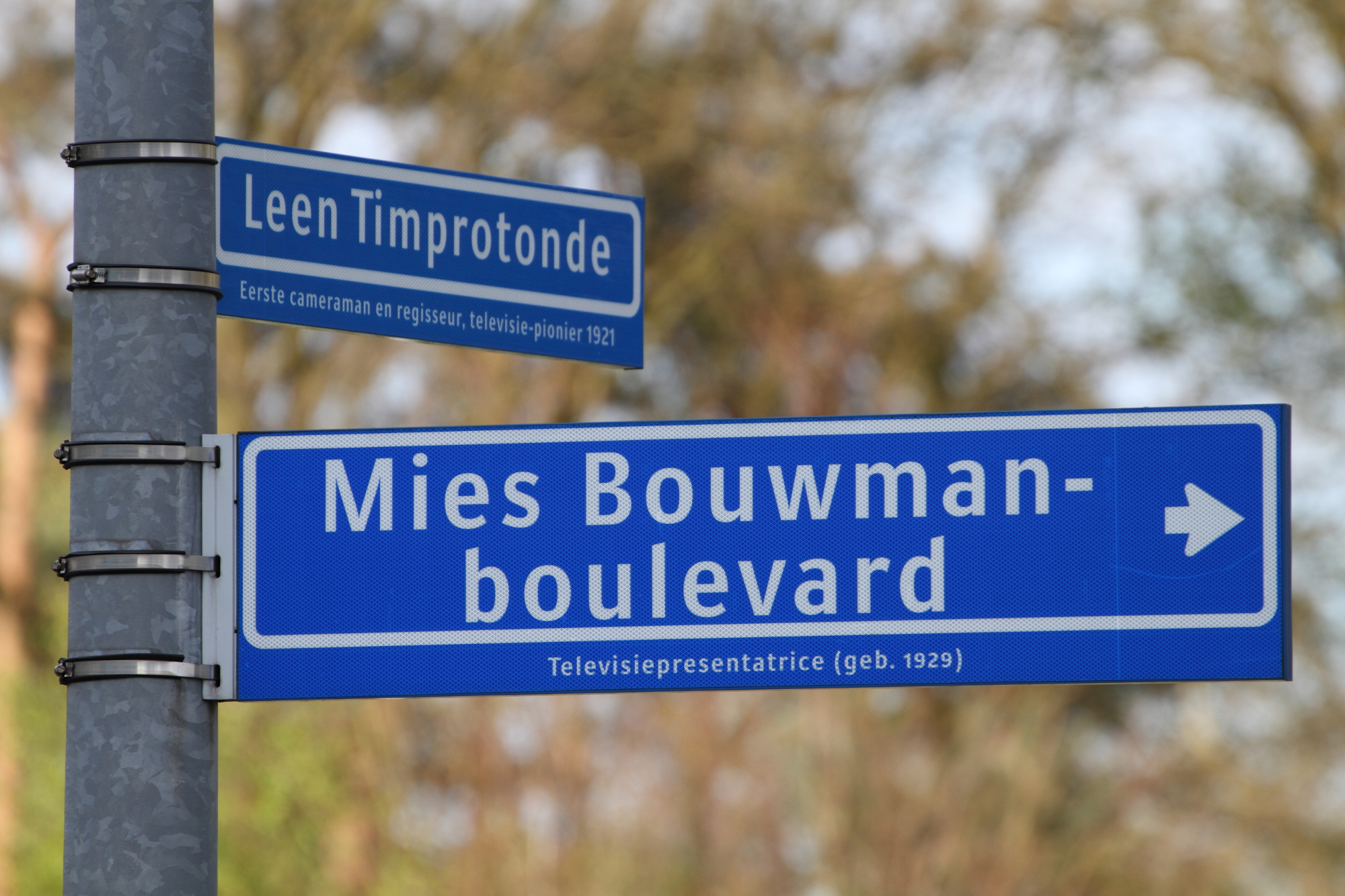
Hilversum: Leen Timprotonde naast de Mies Bouwmanboulevard

Timp ging na de MULO studeren aan de Academie van Beeldende Kunsten in Den Haag. Tijdens de Duitse bezetting reisde hij als onderduiker mee bij circus Mandera. Na een razzia in Groningen dook hij onder bij een Joods gezin in het Friese Mirns. In de Hongerwinter (1944-1945) ging hij terug naar zijn geboortestad. Daar maakte hij deel uit van de illegale fotodienst van de Binnenlandse Strijdkrachten, die het laatste jaar van de bezetting uitvoerig documenteerde.
Na de bevrijding ging hij aan de slag als cameraman bij de legerfilmdienst. Ook werkte hij als grafisch ontwerper bij SVH in Den Haag. Zijn omroeploopbaan begon in 1948 bij Radio Nederland Wereldomroep (RNW). In 1951 trad hij als cameraman in dienst bij de NTS. Later werd hij opnameleider en vanaf 1954 werkte hij als regisseur bij de AVRO.
Timp werkte vanaf 1959 als freelance-regisseur. Voor zijn vakmanschap ontving hij in 1961 de eerste Nipkowschijf. Als regisseur was hij verantwoordelijk voor meer dan 1500 producties, variërend van informatieve programma's tot amusement en dramaproducties. Op zijn naam staan onder meer Zo is het toevallig ook nog eens een keer, Kunstgrepen met Pierre Janssen, Defilé op Paleis Soestdijk, Grand Gala du Disque en De tijd stond even stil.
Met zijn tweede echtgenote Mies Bouwman maakte hij tal van televisieprogramma's, zoals In de hoofdrol, Mies-en-scene, Eén van de acht, Mies, Telebingo en Een mens wil op de vrijdagavond wel eens even zitten en een beetje lachen want er is al genoeg ellende op de wereld.
Samen met tv-pionier Erik de Vries, journalist Henk Schaafsma en prof. Fred Polak richtte hij in 1963 de televisieacademie Teleac op. In 1992 maakte hij zijn laatste twee programma's voor de NCRV.
Zoon Joost Timp was zanger en tekstschrijver van de band Bloem.

### Overlijden
Timp overleed op 1 november 2013 in zijn eigen huis te Elst in het bijzijn van zijn familie. Hij werd op 7 november 2013 gecremeerd in Crematorium Amersfoort in Leusden.

## Prijzen en onderscheidingen
Leen Timp ontving diverse prijzen en onderscheidingen.
- 1960 - Eervolle vermelding Prix d'Italia voor Mouvement de la Hollanda
- 1961 - De Zilveren Nipkowschijf
- 1966 - Gouden Televizier-Ring voor Zo is het
- 1980 - Ridder in de Orde van Oranje-Nassau

- International Standard Name Identifier: 0000 0003 8734 1547
- Nederlandse Thesaurus van Auteursnamen: 070759685
- RKD-Nederlands Instituut voor Kunstgeschiedenis: 77589
- Virtual International Authority File: 280189462
- WorldCat: E39PBJccgFVmVG4Vmr84whYXVC